# LOLO선

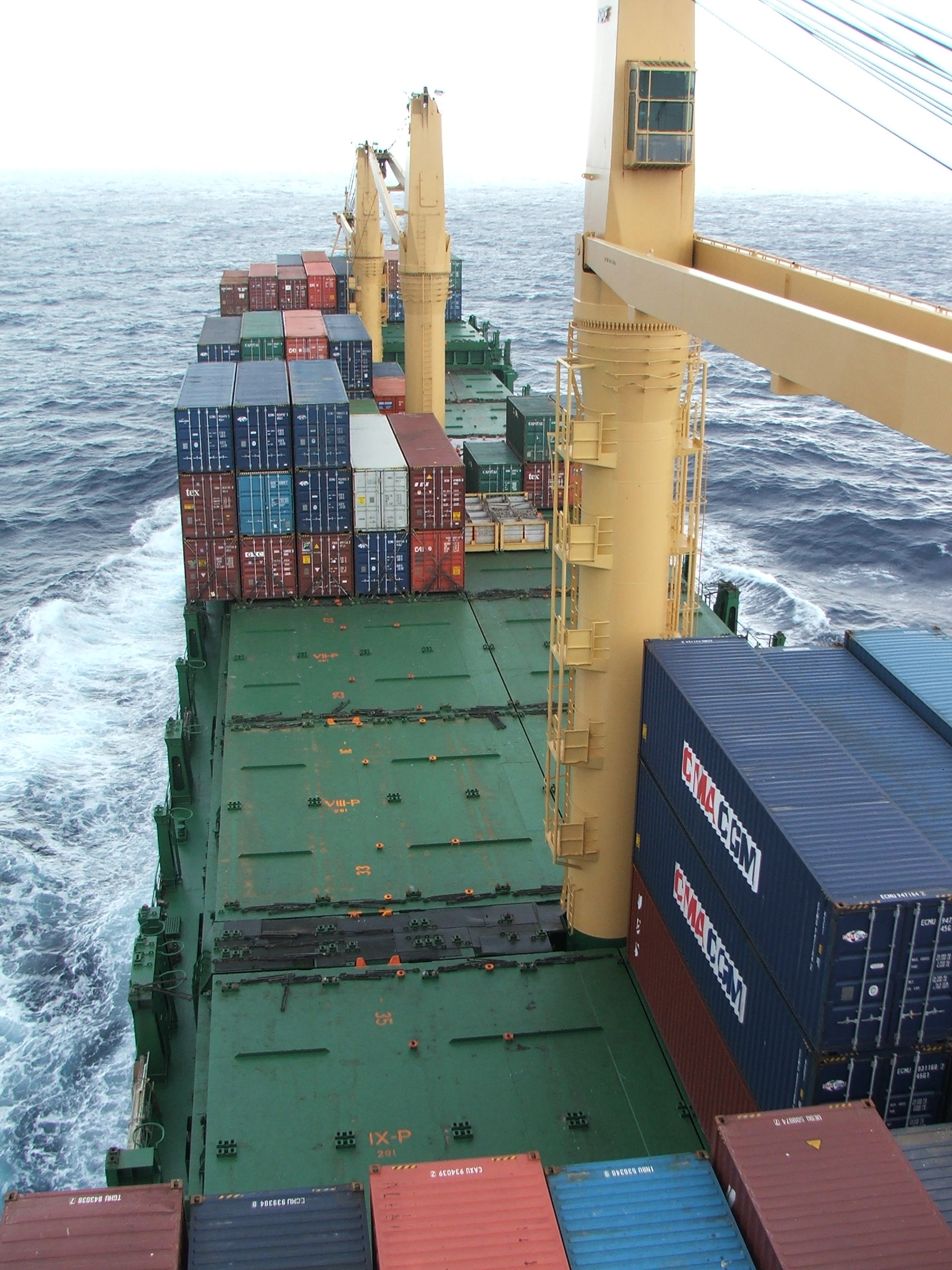
LOLO선에 장착된 크레인

LOLO선(Lo-lo ship, Lift-on/lift-off)은 선체에 크레인이 장착되어 있는 화물선이다. 대부분의 컨테이너선은 자체적인 크레인 없이 항구의 크레인을 사용하여 적재하거나 하역하지만, LOLO선은 장착된 크레인을 사용하여 화물을 취급할 수 있다.